# Phaonia debilis
Phaonia debilis är en tvåvingeart som beskrevs av Stein 1918. Phaonia debilis ingår i släktet Phaonia och familjen husflugor. Inga underarter finns listade i Catalogue of Life.